# 흉내지빠귀과
흉내지빠귀과(Mimidae)는 흉내지빠귀 등을 포함하는 신대륙 참새목의 조류과이다. 이 새는 발성으로 유명하며, 특히 야외에서 들리는 다양한 새와 기타 소리를 흉내내는 일부 종의 능력이 놀라울 정도로 뛰어나다.

## 설명
2개의 큰 속과 약 10개의 작은 속 또는 단형 속으로 30종 (생물학)이 넘는 종이 있다. 외관상 칙칙한 회색과 갈색을 띠는 경향이 있지만 일부는 검은색 또는 청회색이고 많은 경우 빨간색, 노란색 또는 흰색 홍채가 있다. 길이는 20~33cm, 무게는 36~56g이다. 위는 갈색이고 아래에는 어두운 줄무늬나 반점이 있는 창백한 패턴이다.
길고 강한 다리(통행인의 경우)를 가지고 있어 많은 종이 절지동물과 먹을 과일을 찾기 위해 덤불 속을 뛰어다닌다. 서식지는 숲 속 덤불부터 관목, 고지대 초원, 사막까지 다양하다. 두 마리의 떨림벌레는 소앤틸리스 제도의 열대우림이라는 비정형 서식지에 살고 있으며, 갈색떨림벌레는 특히 나무 줄기에 달라붙어 먹이를 찾는 이례적인 행동을 한다.
알려진 모든 종은 빽빽하게 자라는 다소 지저분하고 부피가 큰 나뭇가지 둥지를 짓는데, 대부분의 종은 지상에 있거나 높이가 2미터를 넘지 않는다. 보통 12~13일 안에 부화하는 2~5개의 알을 낳는데, 이는 병아리가 둥지에 머무르는 기간이기도 하다. 번식은 일반적으로 봄이나 우기 초에 시작되며, 많은 종은 일년에 2~3개의 새끼를 낳을 수 있다. 새끼를 낳지 못하는 대부분의 실패는 포식으로 인한 것이다. 쌍은 종종 한 번 이상의 번식기 동안 함께 유지된다.